# ملازمان
ملازمان، روستایی از توابع بخش ماهیدشت شهرستان کرمانشاه در استان کرمانشاه ایران است.

## جمعیت
این روستا در دهستان چقانرگس قرار دارد و براساس سرشماری مرکز آمار ایران در سال ۱۳۸۵، جمعیت آن ۱۹۹ نفر (۴۶خانوار) بوده‌است.